# Kiko Louriero
Pedro Henrique Kiko Loureiro (født 16. juni 1972 i Rio de Janeiro, Brasilien) er en heavy metal-guitarist fra Brasilien. Han er tidligere guitarist for bandet Angra og nuværende guitarist for Megadeth.
Loureiro begyndte at studere musik og spille akustisk guitar da han var 11 år.
 Der er for få eller ingen kildehenvisninger i denne artikel, hvilket er et problem. Du kan hjælpe ved at angive troværdige kilder til de påstande, som fremføres i artiklen.